# 1999 WM
1999 WM är en asteroid i huvudbältet som upptäcktes 16 november 1999 av den japanska astronomen Takao Kobayashi vid Ōizumi-observatoriet.